# 新千歳空港国際アニメーション映画祭
新千歳空港国際アニメーション映画祭（しんちとせくうこうこくさいアニメーションえいがさい、英: New Chitose Airport International Animation Festival）は、毎年11月ごろに北海道千歳市の新千歳空港で開催されるアニメーション作品を専門に扱う国際映画祭。

## 概要
新千歳空港ターミナルビル内のシアター、オープンスペース「センタープラザ」などのさまざまな施設・機能を最大限に活用して「空港全体で発信する、空港だからできる映画祭」を目指した、世界初の空港内映画祭として2014年に開始。主に国内線ターミナル内にて展開し、映画館「ソラシネマちとせ」（2015年開催までは「じゃがポックルシアター」）や会議室で作品上映を行い、センタープラザでステージイベントや展示を実施。

## 組織
- 主催：新千歳空港国際アニメーション映画祭実行委員会
- 協賛：サッポロビール、大日本印刷（2019年-）、NTT東日本、北洋銀行、北海道エアポート（2020年-）、北海道銀行、北海道コカ・コーラボトリング、マテック
- 配信協力：LUMIERE（2021年）
- 特別協力：日本航空、全日本空輸、AIRDO、スカイマーク
- 後援：総務省、外務省、経済産業省、文化庁（2017年-）、観光庁、東京航空局、北海道運輸局、日本政府観光局、オーストラリア政府観光局（2019年-）、タイ国政府観光庁（2019年-）、台湾観光協会東京事務所（2019年-）、中国駐東京観光代表処（2019年-）、香港政府観光局（2019年-）、北海道、千歳市、千歳市教育委員会（2018年-）、日本アニメーション協会、日本アニメーション学会、日本動画協会、映画産業団体連合会、北海道新聞社、NHK札幌放送局、北海道放送、札幌テレビ放送、北海道テレビ放送、北海道文化放送、テレビ北海道、エフエム北海道、FM NORTH WAVE、STVラジオ

過去
- 協賛：北海道空港（2014-2016年）、よつ葉乳業（2014-2017）、新千歳空港ターミナルビル（2017-2019年）、アメリカン・エキスプレス（2018-2019年）、石屋製菓（2014-2019年）、ロイズコンフェクト（2014-2019年）
- 特別協力：チャイナエアライン（2017年）、アシアナ航空（2017年）、スクート（2017年）、チェジュ航空（2018年）、エアアジア（2018-2019年）、エアプサン（2018-2019年）、吉祥航空（2019年）、大韓航空（2019年）、ティーウェイ航空（2019年）
- 後援：韓国観光公社（2019年）、フィリピン観光省（2019年）、ロシア連邦観光庁（2019年）

## 開催履歴
|        | 開催年 | 開催日                   | グランプリ受賞作 （2018年以降は短編グランプリ） | グランプリ受賞作 （2018年以降は短編グランプリ） | グランプリ受賞作 （2018年以降は短編グランプリ） |
| 受賞作 | 開催年 | 開催日                   | 監督                                            | 制作国                                          |                                                 |
| ------ | ------ | ------------------------ | ----------------------------------------------- | ----------------------------------------------- | ----------------------------------------------- |
| 1      | 2014年 | 10月31日 - 11月3日       | Ziegenort                                       | トメック・ポパクル                              | ポーランド                                      |
| 2      | 2015年 | 10月31日 - 11月3日       | Teeth                                           | トム・ブラウン ダニエル・グレイ                 | ハンガリー アメリカ イギリス                    |
| 3      | 2016年 | 11月3日 - 6日            | Among the Black Waves                           | アンナ・ブダノヴァ                              | ロシア                                          |
| 4      | 2017年 | 11月2日 - 5日            | Dolls Don't Cry                                 | フレデリック・トレンブレイ                      | カナダ                                          |
| 5      | 2018年 | 11月2日 - 5日            | Solar Walk                                      | レカ・ブシ                                      | ハンガリー                                      |
| 6      | 2019年 | 11月1日 - 4日            | Acid Rain                                       | トメック・ポパクル                              | ポーランド                                      |
| 7      | 2020年 | 11月20日 - 23日          | Wood Child & Hidden Forest Mother               | スティーブン・アーウィン                        | イギリス                                        |
| 8      | 2021年 | 11月5日 - 8日            | Easter Eggs                                     | ニコラス・ケッペンス                            | ベルギー                                        |
| 9      | 2022年 | 11月3日 - 6日            | Backflip                                        | ニキータ・ディアクル                            | ドイツ フランス                                 |
| 10     | 2023年 | 11月2日 - 6日            | In Dreams                                       | ジョシュ・シャフナー                            | アメリカ                                        |
| 11     | 2024年 | 11月1日 - 5日            | Zima                                            | トメック・ポパクル                              | ポーランド                                      |
| 12     | 2025年 | 11月21日 - 25日 （予定） |                                                 |                                                 |                                                 |

## 賞
- グランプリ→短編グランプリ（2018年-）
- 日本グランプリ
- 新人賞
- 審査員特別賞（各審査員が授与）
- ベストミュージックアニメーション
- 観客賞
- キッズ賞
- 新千歳空港賞
- 観光庁長官賞
- 北海道知事賞
- 外務大臣賞
- 長編グランプリ（2018年-）
- 学生グランプリ（2018年-）
- NEW CHITOSE AIRPORT Social Media Animation Award（2023年- 2022年のみNEW CHITOSE AIRPORT GIF AWARD）
- NEW CHITOSE AIRPORT PITCH Award（2021年 - 制作中のアニメ企画のプレゼンテーションが対象）

スポンサー賞
- 北海道銀行賞
- 北海道コカ・コーラ賞
- DNP賞
- 豪雪うどん賞（2023年-）
- りらいぶ賞（2024年-）
- 過去
  - よつ葉乳業賞（2014-17年）
  - ISHIYA賞
  - サッポロビール賞
  - ロイズ賞
  - 北洋銀行賞（2014-22年）

## 各年詳細
2014年
コンペティションでは世界40カ国715作品の応募から45作品を上映、特別上映では「AKIRA」爆音上映やTVアニメ「七つの大罪」「天体のメソッド」「テラフォーマーズ」のトークショー等、アニメ制作ワークショップなどを実施、また同時開催としてセンタープラザ「新千歳空港ポップカルチャーフェア2014」がセンタープラザにて展開された。オープニング映像はきのしたがくが担当。
2015年
コンペティションでは59カ国1,103作品の応募から51作品を上映、特別上映では「イエローサブマリン」「イノセンス」「スチームボーイ」「ロジャーラビット」爆音上映や「劇場版進撃の巨人」「劇場版弱虫ペダル」「花とアリス殺人事件」トークショー付き上映、戦前制作の「くもとちゅうりっぷ」「桃太郎 海の神兵」解説付き上映、日本アニメ（ーター）見本市傑作選解説付き上映、国際審査員によるトークイベント「マスタープログラム」、センタープラザでの進撃の巨人や弱虫ペダルなどの展示やイベントホールでのアニメ制作ワークショップ「KOMA KOMAパーク」などを展開。メインビジュアルは若井麻奈美が担当。
2016年
コンペティションでは66カ国・地域1,232作品の応募から45作品を上映、特別上映では「この世界の片隅に」をオープニング作品に据え、「KING OF PRISM by PrettyRhythm」応援上映、「劇場版TIGER & BUNNY -The Rising-」爆音・応援上映、「パプリカ」「アリス」爆音上映、北海道テレビ「水曜どうでしょう」ディレクターとWIT STUDIOスタッフによるトークショー「水曜どうがSHOWリターンズ」、AC部+group_inouによるミュージックアニメーションライブ、国際審査員トークイベント「マスタープログラム」、センタープラザでのONE PIECEや水曜どうでしょうなどの展示やイベントホールでのアニメ制作ワークショップなどを展開。メインビジュアルは宇木敦哉が担当。
2017年
コンペティションでは85カ国・地域2037作品から44本をインターナショナルコンペティション部門・13本を日本コンペティション部門で上映。招待作品ではTVアニメ「Bang Dream!」「ユーリ!!!on ICE」「宝石の国」トークショー付き上映、「銀河英雄伝説 わが征くは星の大海」「マインド・ゲーム」「ユーリ!!!on ICE」爆音上映、湯浅政明・サイエンスSARUイベント等、センタープラザでワークショップ・インディゲーム展示・アフレコ体験などを展開。メインビジュアルはワビサビ、オープニング映像はシシヤマザキが担当。
2018年
従来の「短編コンペティション」に加え30分以上の作品を対象にした「長編コンペティション」と短編コンペティションの新規カテゴリとして「学生コンペティション」を追加。世界86ヵ国・地域2034作品の応募から76作品を上映、招待作品では「少女☆歌劇 レヴュースタァライト」「リズと青い鳥」「ゴールデンカムイ」トークショー付き上映、「秒速5センチメートル」爆音上映やHomecomingsライブと「犬ヶ島」爆音上映を組み合わせた「New Neighbors vol.5」、福原伸治・須藤孝太郎「TVと実験」特集上映トークショー、「SNOW MIKU LIVE 2018」応援上映などを実施。センタープラザではアフレコ体験、GIFMAGAZINEのアニメーションGIF画像制作体験、インディゲーム展示などを実施。メインビジュアルは久野遥子、トレーラー映像は橋本麦が担当。
2019年
コンペティションでは短編部門で世界84ヵ国・地域2191作品、長編部門で30ヵ国・地域50作品から86作品を上映、招待作品では「プロメア」「銀河鉄道の夜」「AKIRA」爆音上映、辻川幸一郎トークイベントとCorneliusミュージックビデオ爆音上映などを実施。センタープラザではアフレコ体験、eスポーツ体験会、NHK発達障害キャンペーン展などを展開。国際線ターミナルビルの多目的ホール施設「新千歳ポルトムホール」のこけら落とし行事としても開催され、TVアニメ「邪神ちゃんドロップキック」「はてな☆イリュージョン」「波よ聞いてくれ」「ゴールデンカムイ」のイベントが開催された。メインビジュアルは宇木敦哉、トレーラー映像は冠木佐和子が担当。
2020年
短編・長編コンペティションでは世界91ヵ国・地域2223作品から選ばれた計105作品の上映に加えて特別上映も行われた。空港の会場に加えオンラインも交えて開催し、空港シアターでは特別上映プログラムが限定公開され、オンラインでは有料オンデマンド配信と無料ストリーミング配信が行われた。ストリーミングはDOMMUNEから4日間配信され、トークではメインビジュアル担当の大童澄瞳が出演したほか、北海道出身である今敏の特集番組、公式トレーラーを担当したAC部の特集企画などを展開した。